# St. Martin (Holzolling)

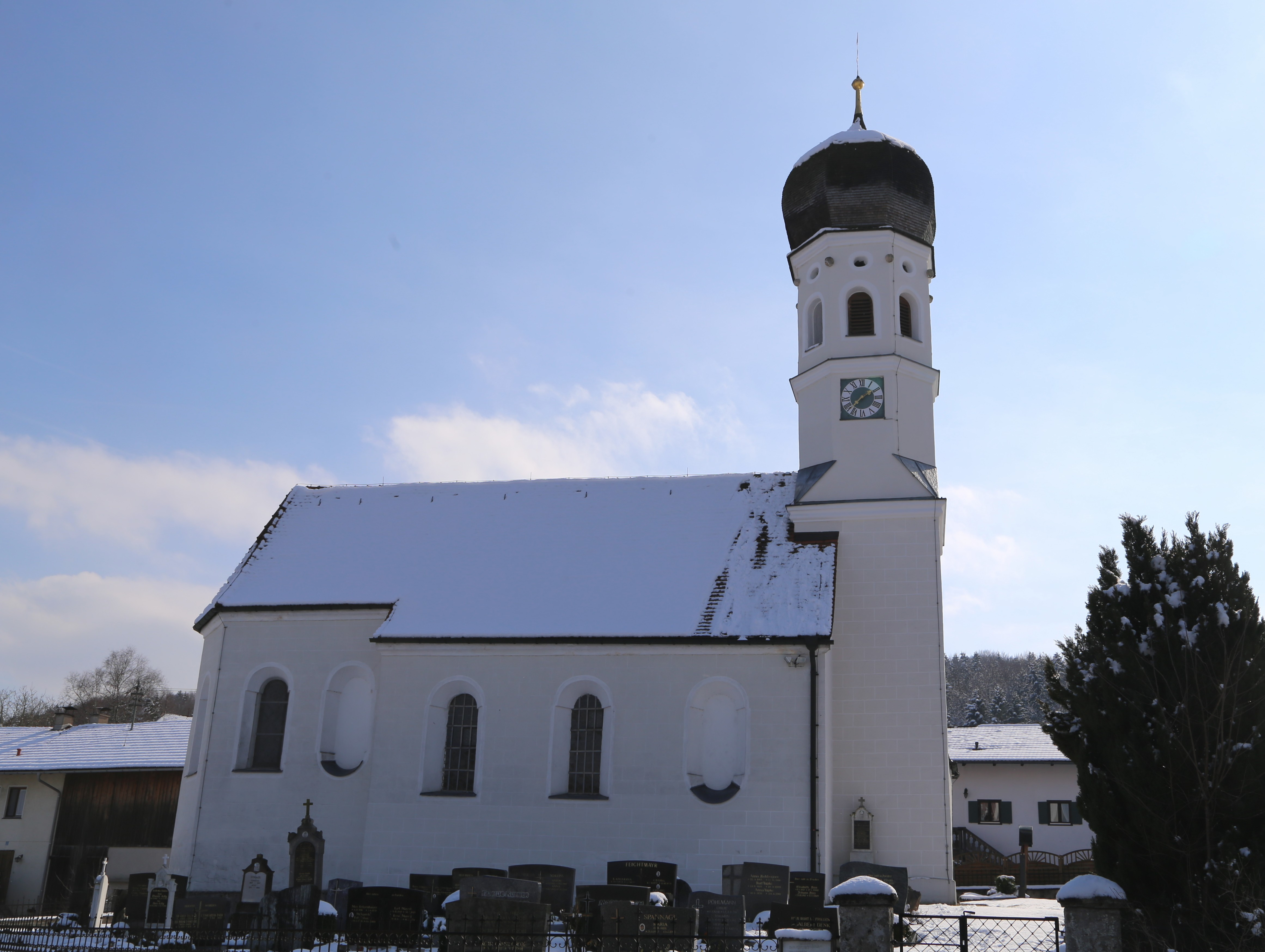
St. Martin in Holzolling

Die römisch-katholische Filialkirche St. Martin steht in Holzolling, einem Gemeindeteil von Weyarn im oberbayerischen Landkreis Miesbach. Das Bauwerk ist in der Liste der Baudenkmäler in Weyarn als Baudenkmal unter der Nr. D-1-82-137-51 eingetragen. Die Filialkirche gehört zum Pfarrverband Weyarn im Dekanat Miesbach des Erzbistums München und Freising.

## Beschreibung
Die barocke Saalkirche wurde um 1677 errichtet. Sie besteht aus dem Langhaus mit drei Jochen, dem eingezogenen, dreiseitig geschlossenen Chor im Osten, der Sakristei an der Südwand des Chors und dem Kirchturm auf quadratischem Grundriss im Westen, dessen untere spätgotische Geschosse aus dem 16. Jahrhundert stammen. Die achteckigen Obergeschosse des mit einer Zwiebelhaube bedeckten Turms enthalten den Glockenstuhl und die Turmuhr.
Der Innenraum ist mit einem Stichkappengewölbe überspannt. Die 1870/71 eingefügte Deckenmalerei von Thomas Guggenberger beherrscht das neuromanische Raumbild. Die Altäre und die Kanzel wurden 1870 aufgestellt. Der Hochaltar wird von den Skulpturen der Maria Magdalena und der Anna selbdritt flankiert.